# Sankt Jakob im Walde
Pour les articles homonymes, voir Sankt Jakob.
Sankt Jakob im Walde est une commune autrichienne du district de Hartberg en Styrie.